# 野球ロシア代表
野球ロシア代表（やきゅうロシアだいひょう）は、ロシアにおける野球のナショナルチームである。欧州野球連盟に所属。

## 概説

### ソビエト連邦時代
代表チームのコーチ等を行ったわけではないが、元巨人の青田昇が少年野球、元大毎の沼澤康一郎が大学生を指導。
1991年、IBAFインターコンチネンタルカップに出場。9位という記録が残っている。

### ロシア連邦時代
1992年、ロシアとして欧州野球連盟に加盟。
1997年、ウラジオストクに初の野球場が完成。
2001年の欧州野球選手権で準優勝。
2003年のワールドカップに出場、予選リーグ最下位で敗退。
2007年の欧州野球選手権では、予備予選を突破して本戦に出場。予選リーグを突破できず、11位決定戦でオーストリアを7-2で下したが、チェコの順位決定戦での大会規定に反する選手を出場させていたことで、10位で大会を終えた。

## 国際大会
ソビエト連邦時代を含む。

### ワールド・ベースボール・クラシック
- 2006年 - 参加せず
- 2009年 - 参加せず
- 2013年 - 参加せず

### オリンピック
- 1992年 - 予選敗退
- 1996年 - 予選敗退
- 2000年 - 予選敗退
- 2004年 - 予選敗退
- 2008年 - 予選敗退
- 2020年 - 予選敗退

### WBSCプレミア12
- 2015年 - 参加資格無し
- 2019年 - 参加資格無し
- 2024年 - 参加資格無し

### ワールドカップ
- 1998年 - 16位
- 2001年 - 13位
- 2003年 - 14位

### インターコンチネンタルカップ
- 1991年 - 9位

### 欧州野球選手権
- 1991年 - 6位
- 1993年 - 8位
- 1995年 - 8位
- 1997年 - 4位
- 1999年 - 4位
- 2001年 - 準優勝
- 2003年 - 8位
- 2005年 - 11位
- 2007年 - 10位
- 2010年 - 予選敗退
- 2012年 - 12位
- 2014年 - 8位
- 2016年 - 12位

## 代表選手

### 投手
- アレクサンドル・ニゾフ
- アンドレイ・ロヴァノフ
- イワン・ペトロフ
- ウラジーミル・ペトロフ
- オレグ・コルネイエフ（元シアトル・マリナーズマイナー）
- ニック・ロヴァノフ

### 捕手
- アレクサンドル・ワシーリェフ
- セルゲイ・ソロヴィエフ

### 内野手
- アレクサンドル・バシャキゼ

### 外野手
- アレクサンドル・トロポフ